# Príncep de Condé

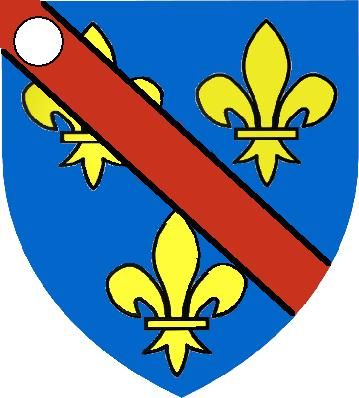
Escut d'armes de la Casa de Condé fins a 1588.

Escut d'armes de la Casa de Condé a partir de 1588.

El de  Príncep de Condé  (anomenat així arran del municipi de Condé-en-Brie, al departament d'Aisne) és un títol nobiliari francès, originalment atorgat a Lluís de Borbó, germà d'Antoni de Borbó i oncle d'Enric IV de França. Com una branca menor de la família reial francesa, els prínceps de Condé gaudien d'una considerable prominència.

## Prínceps de Condé
1. Lluís I de Borbó (1530- 1569)
2. Enric I de Borbó (1569 - 1588)
3. Enric II de Borbó (1588 - 1646)
4. Lluís II de Borbó «El Gran Condé» (1646 - 1686)
5. Enric III de Borbó (1686 - 1709)
6. Lluís III de Borbó (1709 - 1710)
7. Lluís Enric I de Borbó (1710 - 1740)
8. Lluís Josep de Borbó (1740 - 1818)
9. Lluís Enric II de Borbó (1818 - 1830)

Lluís Enric II només va tenir un fill legítim, el duc d'Enghien, que va ser executat a Vincennes el 1804, per ordre de Napoleó. Sense altres fills, germans o cosins, la línia dels Borbó-Condé va arribar a la seva fi amb la mort de Lluís Enric II el 1830.
Una branca júnior dels Conde va formar la casa dels prínceps de Conti.

## Hotel de Condé
El Palau Condé (Hôtel de Condé) era la casa parisenca de la família Condé situada al VI districte de París. Aquesta va ser enderrocada al voltant de 1780 per construir un teatre (Théâtre de l'Odéon).

## Genealogia
```
Carles IV de Borbó
 (1489-1537), duc de Borbó i de Vendôme 
│
├─> 
Antoni de Borbó
 (1518-1562)
│
└─> 
Lluís I
 (1530-1569), príncep de Condé, 
comte de Roucy i de Soissons, duc d'Enghien, marquès de Conti
X 1) 1551 Eleonor de Roye, comtessa de Roucy, senyora de Conti (1535- 1564) 
X 2) 1565 Eleonor d'Orléans-Rothelin (1549-1601) 
│
├1> 
Enric I
 (1552-1588), príncep de Condé, etc
│ X 1) 1572 Maria de Clèveris, comtessa de Beaufort (1553-1574) 
│ X 2) 1586 Carlota de la Trémoille (1568-1629)
│ │
│ ├1>Caterina (1575-1595), marquesa des Isles
│ │
│ ├2>Eleonor (1587-1619) 
│ │ X 1606 Felip Guillem d'Orange-Nassau (+1618)
│ │
│ └2> 
Enric II de Borbó-Condé
 (1588-1646), príncep de Condé
│ │ X 1609 Carlota Margarita de Montmorency (1594-1650)
│ │ │
│ │ ├─>un fill (1617- 1617)
│ │ │
│ │ ├─>dos fills bessons (1618-1618)
│ │ │
│ │ ├─>Anna Genoveva (1619-1679)
│ │ │ X 1642 
Enric II d'Orléans
 (1595-1663), 
duc de Longueville

│ │ │
│ │ ├─> 
Lluís II
 (1621-1686), príncep de Condé, duc de Borbó 
│ │ │ X 1641 Clare Clemència de Maillé (1628-1694), duquessa de Fronsac
│ │ │ │
│ │ │ ├─> 
Enric III
 (1643-1709), príncep de Condé, duc de Borbó
│ │ │ │ X 1663 Anna Enriqueta Júlia (1648-1723), princesa palatina
│ │ │ │ │
│ │ │ │ ├─>Maria Teresa (1666-1732) 
│ │ │ │ │ X 1688 
Francesc Lluís de Conti
 (1664 +1709)
│ │ │ │ │
│ │ │ │ ├─>Enric (1667-1670), duc de Borbó
│ │ │ │ │
│ │ │ │ ├─> 
Lluís III
 (1668-1710), príncep de Condé, duc de Borbó
│ │ │ │ │ X 1685 Lluïsa Francesca (1673-1743), senyoreta de Nantes, filla legitimada de Lluís XIV
│ │ │ │ │ │
│ │ │ │ │ ├─>Marie Gabriela Eleonor (1690-1760), abadessa de Maubuisson
│ │ │ │ │ │
│ │ │ │ │ ├─> 
Lluís IV Enric
 (1692-1740), príncep de Condé, duc de Borbó
│ │ │ │ │ │ X 1) 1713 Marie Anna de Borbó-Conti (1689-1720) 
│ │ │ │ │ │ X 2) 1728 Carolina de Hesse-Rheinfels-Rotenburg (1714-1741)
│ │ │ │ │ │ │
│ │ │ │ │ │ ├2> 
Lluís V Josep
 (1736-1818), príncep de Condé, duc de Borbó
│ │ │ │ │ │ │ X 1) 1753 Carlota de Rohan-Soubise (1737-1760) 
│ │ │ │ │ │ │ X 2) 1798 Maria Caterina de Brignolles (1737-1813)
│ │ │ │ │ │ │ │
│ │ │ │ │ │ │ ├1>Maria (1755-1759), senyoreta de Borbó
│ │ │ │ │ │ │ │
│ │ │ │ │ │ │ ├1> 
Lluís VI Enric Josep
 (1756-1830), príncep de Condé, duc de Borbó
│ │ │ │ │ │ │ │ X 1770 
Batilde d'Orléans
 (1750-1822) 
│ │ │ │ │ │ │ │ │
│ │ │ │ │ │ │ │ └─> 
Lluís Antoni Enric
, duc d'Enghien (1772-1804) 
│ │ │ │ │ │ │ │ X 1804 Carlota de Rohan-Rochefort (1767-1841)
│ │ │ │ │ │ │ │ 
│ │ │ │ │ │ │ │ 
│ │ │ │ │ │ │ │
│ │ │ │ │ │ │ └1> 
Lluïsa-Adelaida
 (1758-1824), abadessa de Remiremont 
│ │ │ │ │ │ │ 
│ │ │ │ │ │ │ 
│ │ │ │ │ │ │
│ │ │ │ │ │ └i>Enriqueta de Borbó (1725-1780), senyoreta de Verneuil
│ │ │ │ │ │ X 1740 Joan, comte de La Guiche (1719-1770)
│ │ │ │ │ │
│ │ │ │ │ ├─>Lluïsa Elisabet (1693- 1775) 
│ │ │ │ │ │ X 1713 
Lluís Armand II de Conti

│ │ │ │ │ │
│ │ │ │ │ ├─>Lluïsa Anna (1695-1758), senyoreta de Sens
│ │ │ │ │ │
│ │ │ │ │ ├─>Maria Anna, senyoreta de Clermont (1697-1741) 
│ │ │ │ │ │ X 1719 Lluís de Melun (1694-1724), duc de Joyeuse
│ │ │ │ │ │
│ │ │ │ │ ├─>Carles, comte de Charolais (1700-1760)
│ │ │ │ │ │ │
│ │ │ │ │ │ ├i>Margarita Maria (1752-ap.1830)
│ │ │ │ │ │ │ X 1) 1769 Dionís Nicolau (+1777), comte del Puget
│ │ │ │ │ │ │ X 2) Lewis Toujard, coronel
│ │ │ │ │ │ │
│ │ │ │ │ │ ├i>Carlota Margarita Elisabet (1754-1839), senyoreta de Borbó
│ │ │ │ │ │ │ X 1772 Francesc Xavier Josep comte de Danneskiold-Samsoe (1742-1808)
│ │ │ │ │ │ │
│ │ │ │ │ │ └i>un fill (1756-jove)
│ │ │ │ │ │
│ │ │ │ │ ├─>Enriqueta Lluïsa (1703-1772), senyoreta de Vermandois
│ │ │ │ │ │
│ │ │ │ │ ├─>Elisabet Alexandrina (1705-1765), senyoreta de Gex
│ │ │ │ │ │
│ │ │ │ │ └─> 
Lluís
 (1709-1771), comte de Clermont-en-Argonne, i abat
│ │ │ │ │ │ │
│ │ │ │ │ │ ├i>un fill (1766-1800), abat de Vendôme
│ │ │ │ │ │ │
│ │ │ │ │ │ └i>una filla, nascuda el 1768
│ │ │ │ │ │
│ │ │ │ │ └i>Lluïsa Carlota (1700-1754), senyoreta de Dampierre
│ │ │ │ │ X 1726 Nicolau de Changy, comte de Roussillon
│ │ │ │ │
│ │ │ │ ├─>Anna (1670-1675)
│ │ │ │ │
│ │ │ │ ├─>Enric, comte de Clermont-en-Argonne (1672-1675)
│ │ │ │ │
│ │ │ │ ├─>Lluís Enric (1673-1677), comte de la Marca i de Clermont
│ │ │ │ │
│ │ │ │ ├─>Anna Lluïsa (1675-1700)
│ │ │ │ │
│ │ │ │ ├─>Anna Lluïsa Benedicta (1676-1753) 
│ │ │ │ │ X 1692 
Lluís August
, duc del Maine (1670-1736)
│ │ │ │ │
│ │ │ │ ├─>Maria Anna (1678-1718) 
│ │ │ │ │ X 1710 Lluís Josep de Vendôme (1654-1712)
│ │ │ │ │
│ │ │ │ └─>une filla (1679-1680)
│ │ │ │ │
│ │ │ │ └i>Júlia (1668-1710) senyoreta de Chateaubriant
│ │ │ │ X 
Armand de Madaillan
 de Lesparre (1652-1738), 
marquès de Lassay

│ │ │ │
│ │ │ ├─>Lluís (1652-1653), duc de Borbó
│ │ │ │
│ │ │ ├─>une filla (1657-1660)
│ │ │ │
│ │ │ └─>Lluís (1658-1658)
│ │ │
│ │ └─> 
Armand
 (1629-1666), príncep de Conti 
│ │ X 1654 Anna Maria Martinozzi (1637-1672), neboda del cardenal Mazzarino
│ │ │
│ │ ├─>Lluís (1658-1658)
│ │ │
│ │ ├─> 
Lluís Armand I
 (1661-1685), príncep de Conti 
│ │ │ X 1680 Maria Anna (1666- 1739), senyoreta de Blois, fille legitimada de Lluís XIV de França
│ │ │
│ │ └─> 
Francesc Lluís
 (1664-1709), príncep de Conti, anomenat "el Gran Conti" 
│ │ X 1688 Maria Teresa de Condé (1666-1732)
│ │ │
│ │ ├─>Maria Anna (1689-1720), senyoreta de Conti
│ │ │ X 1713 Lluís IV Enric (1692-1740), príncep de Condé
│ │ │
│ │ ├─>un fill (1693-1693)
│ │ │
│ │ ├─>un fill (1694-1698), príncep de la Roche-sur-Yon 
│ │ │
│ │ ├─> 
Lluís Armand II
 (1695-1727), príncep de Conti, duc de Mercoeur 
│ │ │ X 1713 Lluïsa Elisabet de Condé (1693-1775)
│ │ │ │
│ │ │ ├─>Lluís (1715-1717), comte de la Marca
│ │ │ │
│ │ │ ├─> 
Lluís Francesc I
 (1717-1776), príncep de Conti
│ │ │ │ X 1732 Lluïsa Diana d'Orleans (1716-1736) 
│ │ │ │ │
│ │ │ │ ├─> 
Lluís Francesc II Josep
 (1734- 1814), príncep de Conti
│ │ │ │ │ X 1759 Fortunata Maria d'Este (1734-1803) 
│ │ │ │ │ │
│ │ │ │ │ └i>Lluís Francesc (1761-1785), anomenat el Cavaller de Vaureal
│ │ │ │ │
│ │ │ │ └─>un fill (1736-1736)
│ │ │ │ │
│ │ │ │ ├i>Francesc Claudi Faust (1771-1833)
│ │ │ │ │
│ │ │ │ └i>Maria Francesc Fèlix (1772-1840), anomenat el Cavaller de Borbó-Hattonville
│ │ │ │ X 1828 Enriqueta de La Brousse de Verteilhac (1798-1882)
│ │ │ │
│ │ │ ├─>Lluís Armand (1720-1722), duc de Mercoeur
│ │ │ │
│ │ │ ├─>Carles (1722-1730), comte d'Alais
│ │ │ │
│ │ │ └─>Lluïsa Enriqueta (1726-1759) 
│ │ │ X 1743 
Lluís Felip d'Orleans (IV duc d'Orleans)

│ │ │
│ │ ├─>Lluïsa Adelaide (1696-1750)
│ │ │
│ │ ├─>une filla, senyoreta d'Alais (1697-1699)
│ │ │
│ │ └─>Lluís Francesc, comte d'Alais (1703-1704)
│ │
│ └i>Enriqueta d'Enghien, abadessa de Périgné, al Maine
│
├1>Carles, comte de Valéry (1557-1558)
│
├1>Francesc (1558-1614), príncep de Conti
│ X 1) 1582 Joana Francesca de Coëme (+1601) 
│ X 2) 1605 Lluïsa Margarita de Guisa, comtessa d'Eu (1588-1631)
│ │
│ └2>Maria (1610-1610)
│ │
│ └i>Nicolau de Gramont, bastard de Conti, abat de París
│
├1>Lluís, comtat d'Anisy (1562-1563)
│
├1> 
Carles
 (1562-1594), cardenal, arquebisbe de Rouen
│
├2>Margarita (1556-jove)
│
├2>Magdalena (1563-1563)
│
├2>Caterina (1564-jove)
│
├2> 
Carles
 (1566-1612), comte de Soissons i de Dreux 
│ X 1601 Anna (1577-1644), comtessa de Montafié i de Clermont en Beauvaisis
│ │
│ ├─> 
Lluís de Borbó
 (1604-1641), comte de Soissons, de Clermont i de Dreux
│ │ │
│ │ └i> 
Lluís Enric de Borbó
 (1640-1703), príncep de 
Neuchâtel
 i de 
Valangin
, 
comte de Dunois
 i de 
Noyers

│ │ X 1694 Angelica de Montmorency-Luxembourg (1666-1736)
│ │ │
│ │ ├─>Lluïsa Leontina (1696-1721) 
│ │ │ X 1710 Carles Felip d'Albert (1695-1758), duc de Luynes i de Chevreuse
│ │ │
│ │ └─>Maria Anna Carlota (1701-1711), semyoreta d'Estouteville
│ │
│ ├─>Lluïsa (1603-1637), senyoreta de Soissons
│ │ X 1617 Enric II (1595-1663), duc de Longueville
│ │
│ ├─> 
Marie
-Margarita (1606-1692), comtessa de Soissons i de Clermont 
│ │ X 1625 
Tomas Francesc de Savoia
 (1596-1656), príncep de Carignan
│ │
│ ├─>Carlota Anna (1608-1623)
│ │
│ └─>Elisabet (1610-1611)
│ │
│ ├i>Carlota (1593-1626), bastarda de Soissons, abadessa de Maubuisson
│ │
│ └i>Caterina, bastarda de Soissons, abadesse de Périgne, al Maine
│
├2>Lluís (1567-1568)
│
└2>Benjamí (1569-1573)
│
└i>un fill, nascut el 1564
```